# 白雲

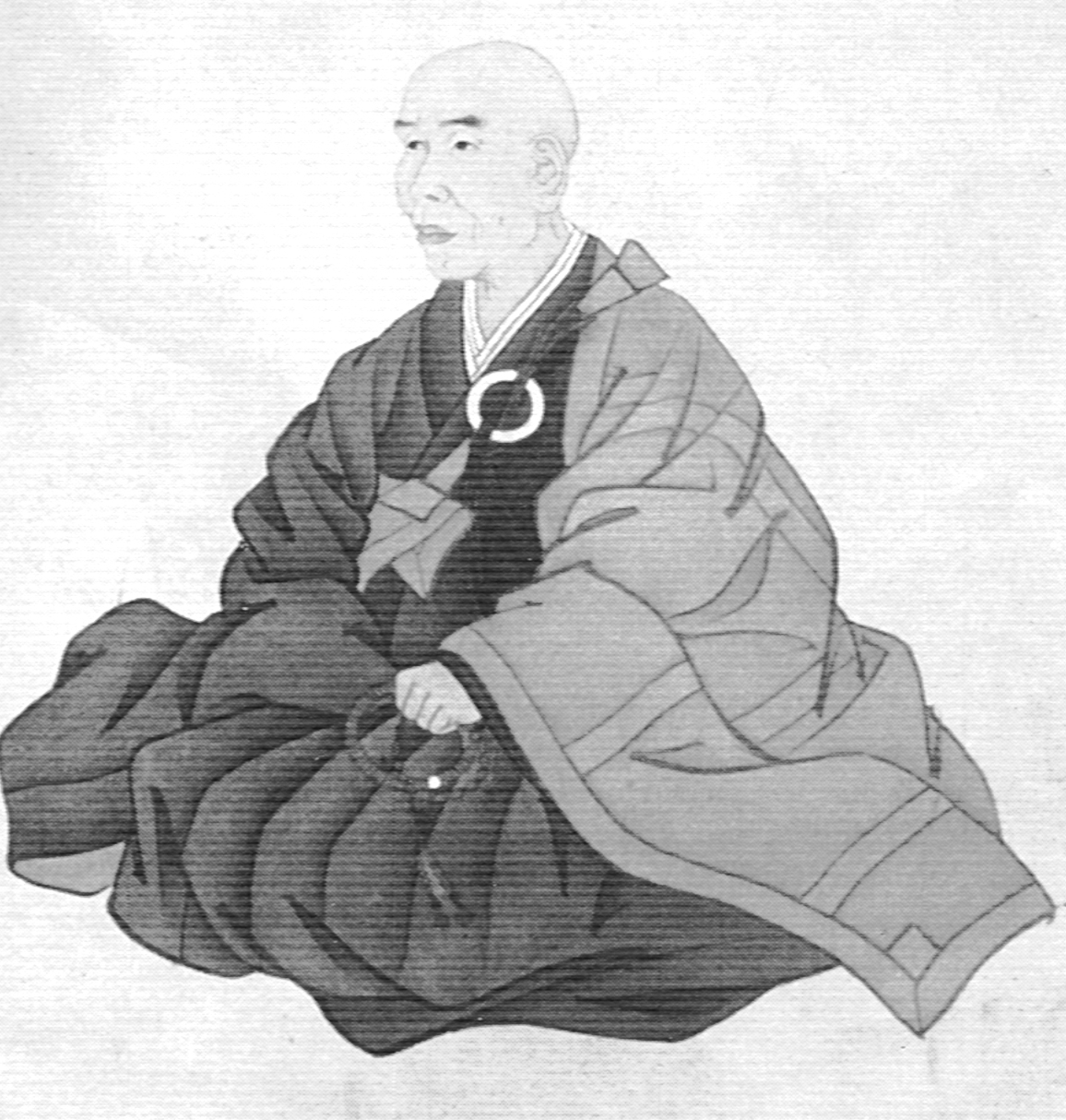
白雲上人像　安田田騏筆　本覚寺蔵　秋田県指定文化財

白雲（はくうん、明和元年（1764年） - 文政8年（1825年））は、江戸時代の画僧（浄土宗）。松平定信に仕え『集古十種』の編纂事業に加わった。
法諱は逸誉、のちに良善教順と称した。白雲は画号、別号に閑松堂・松堂・墨癡・蝸牛叟・無心・竹堂など。

## 略歴
白雲は京都東山の位の高い人物の子とされる。若いうちに浄土宗十念寺（須賀川）で得度。寛政元年（1789年）、26歳にして同寺第19代住職となる。その後、白河藩主松平定信に画才を認められ閑松堂の堂号を賜る。以降、谷文晁・亜欧堂田善・巨野泉祐らとともに『集古十種』の編纂事業に加わる。寛政10年（1798年）には白河城内の東林寺に移る。定信の公の相談役になったことも多かったという。秋田藩主佐竹義和とも近しい関係にあった。
享和2年（1802年）に常宣寺 (白河)第22世住持になり、その後文化3年（1806年）に常念寺（下野黒羽）に住した。定信の隠居後、文化10年（1813年）、50歳にて本覚寺（秋田六郷）の第28代住職となっている。
『集古十種』編纂のため、幾度も諸国を遊歴。寛政11年（1799年）および翌12年（1800年）には巨野泉祐とともに山城・大和・摂津・山陽道に赴き美術品・文化財の調査を行っている。『集古十種』古画肖像に掲載される藤原定家像は白雲の模写である。
谷文晁の山水図から多くを学び、真景図に優れた作品を残した。文晁の『名山図譜』に挿図を提供している。皆川淇園・岸駒・村瀬栲亭・維明周奎・田中訥言・吉村孝敬・呉春・円山応瑞・原在中などと交友した。
死期を悟ると弟子の安田田騏を呼び寄せ肖像画を画かせている。この肖像画は本覚寺と十念寺に伝わり墓もこの二つの寺にある。。世寿62。

## 作品
- 「磐城紀行図巻」神戸市立博物館
- 「会津津川冬景図巻」
- 「河内紀行図」
- 「西国名所紀行図」
- 「天然自賞」1797年

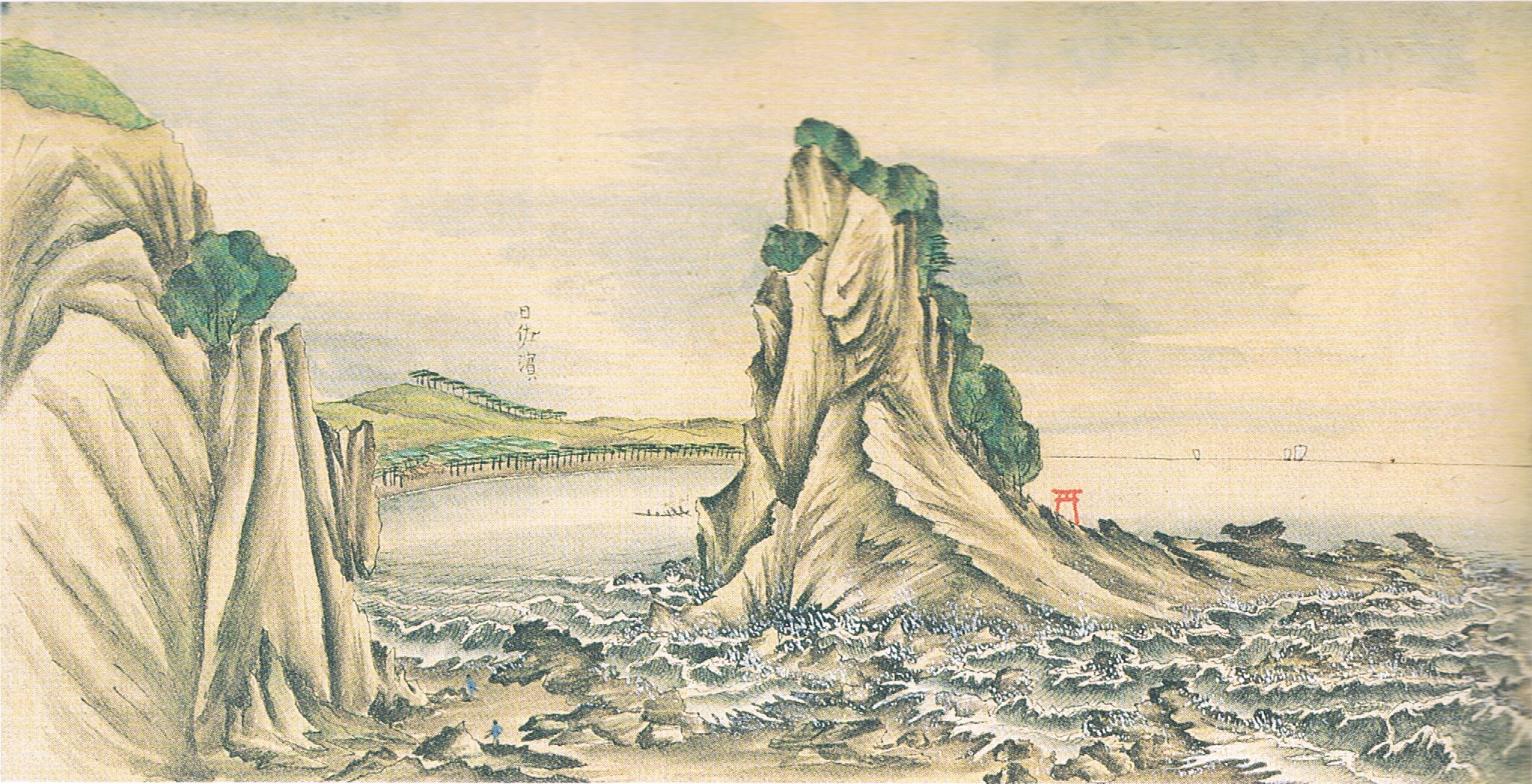
磐城紀行図巻（波立弁天巌）

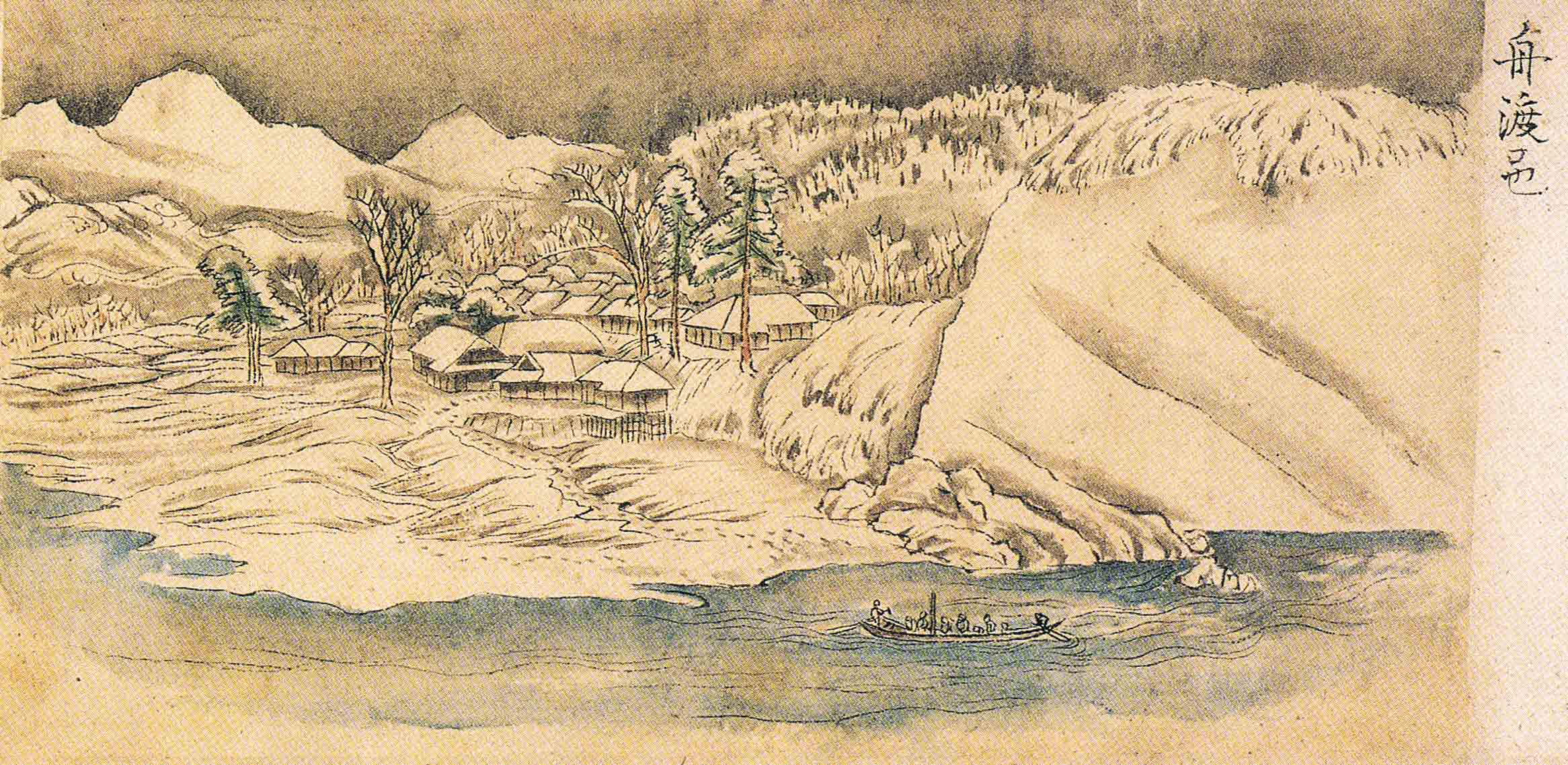
会津津川冬景図巻（舟渡邑）

- 「真景帖および彩絵方」本覚寺　秋田県指定文化財
- 「凌煙閣功臣画像」 杉戸絵8枚12面 西光寺（岩瀬郡鏡石町）に4枚8面 鏡石町公民館に4枚4面 共に福島県指定文化財
- 「西西遊行画帖」個人蔵
- 「藤原定家像」個人蔵
- 「鉄拐仙人図」
- 「嶮崖幽居図」十念寺
- 「夏木重陰図」藤田記念館
- 「富嶽図」藤田記念館
- 「富嶽山頂図」神戸市立博物館 1808年

## 脚註
1. ↑  内山、平成2年
2. ↑  奈良（1964年）
3. ↑  本覚寺にこの額字が伝わっている。以降に白雲と号した。
4. ↑  菅江真澄「月出羽路」によると文化元年に佐竹義和と会っている。また義和の「あつまの記」白河の条でも文化3年に面談している。
5. ↑  小林（2000年）
6. ↑  奈良 （1964年）